# Fleute

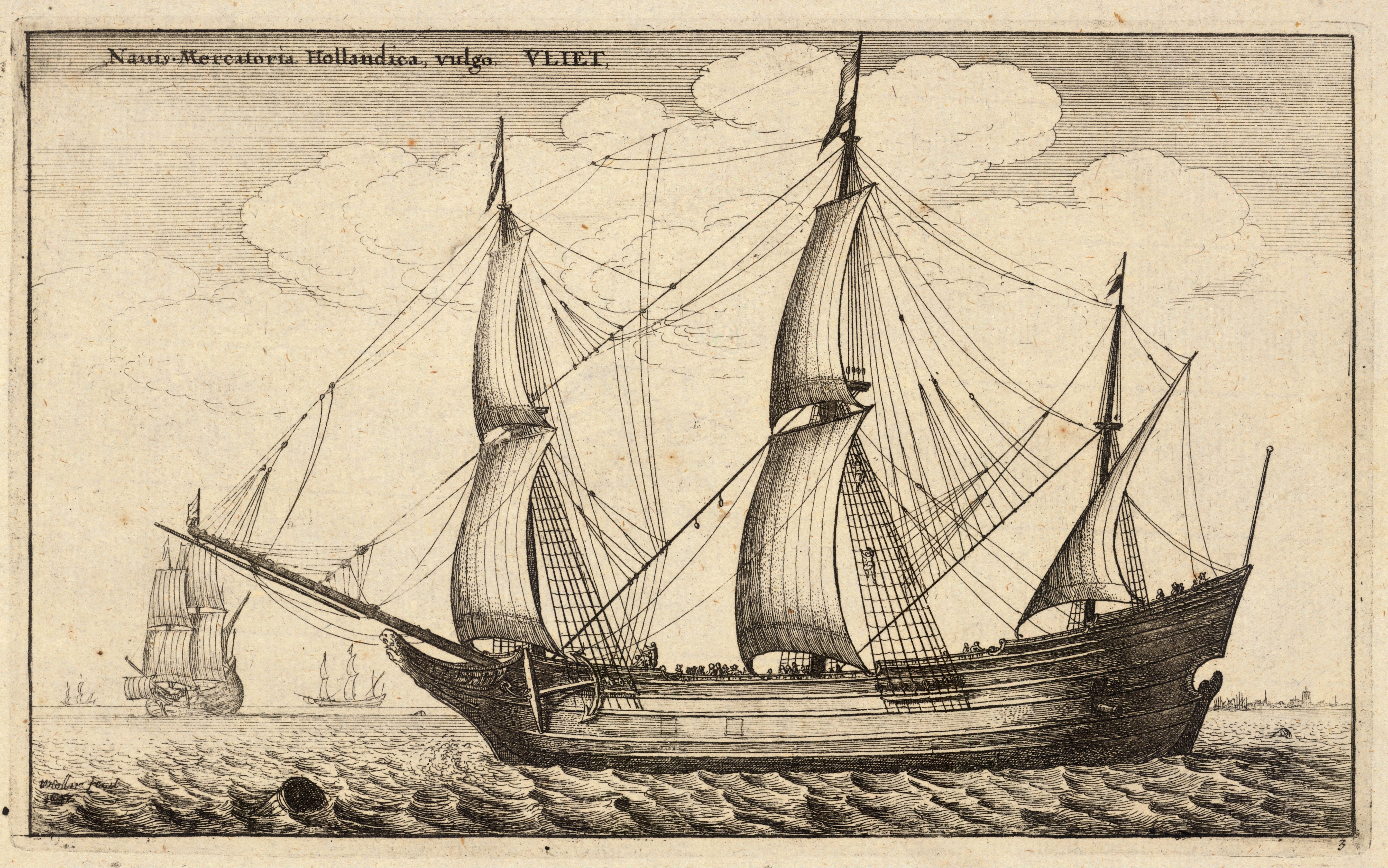
Holländische Fleuten um 1647, Radierung von Wenzel Hollar

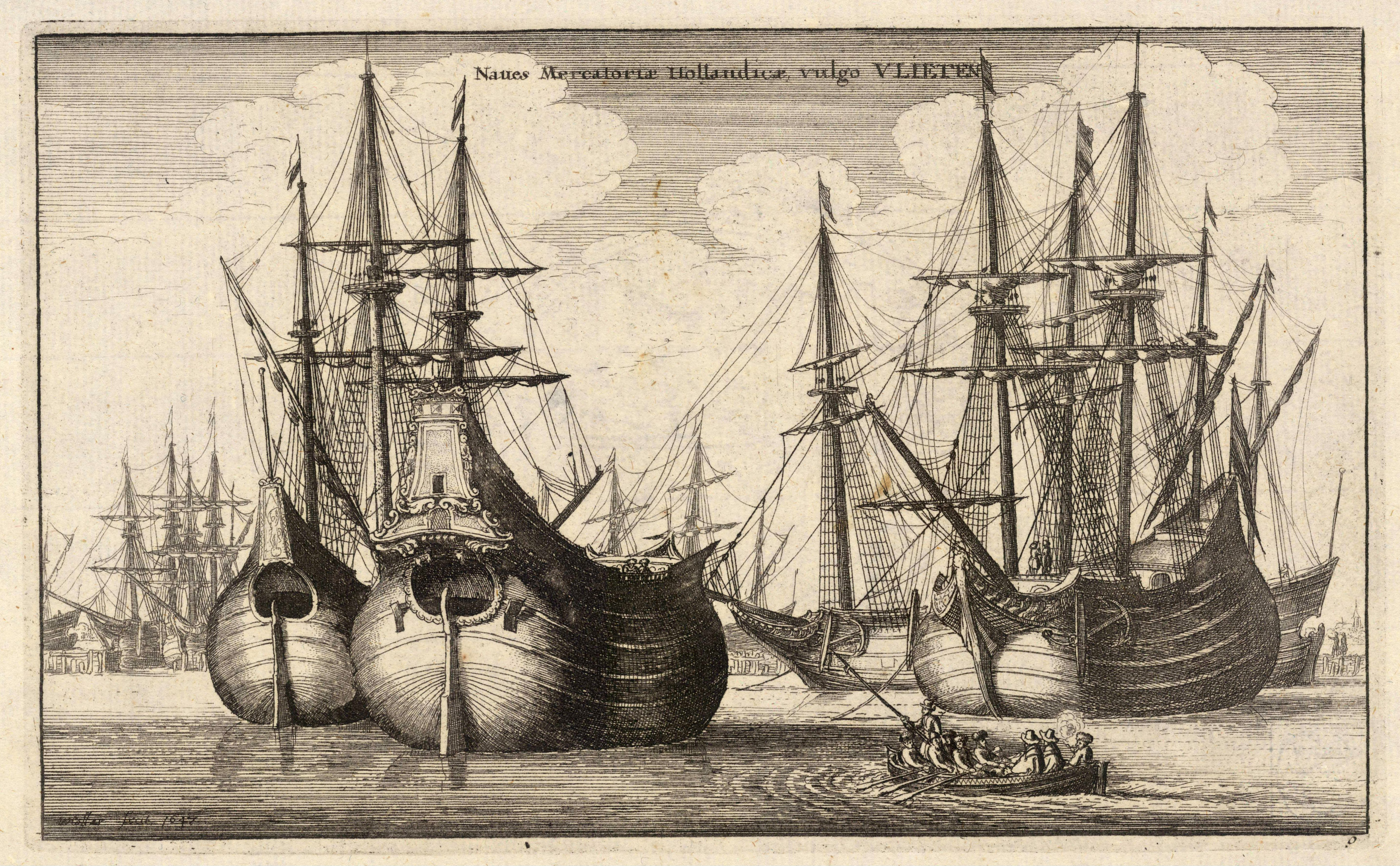
Holländische Fleuten um 1647, Radierung von Wenzel Hollar

Die Fleute, altertümlich auch Fluite, Fluit, Fluyt, Fliete, Vliete genannt, war ein ursprünglich aus den Niederlanden stammendes, dreimastiges Handelsschiff mit großer Ladefähigkeit und geringem Tiefgang. Es war nach der Kogge der zweite nordische Schiffstyp, der auch den Nationen des Mittelmeerraumes als Vorbild diente. Allgemein bekannt ist der Schiffstyp der Fleute vor allem durch die Darstellung holländischer Handelsschiffe auf den Bildern alter Meister.
Es war im Goldenen Zeitalter der Niederlande im 17. Jahrhundert dort das für die Europäische Fahrt bevorzugte und am meisten verbreitete Handelsschiff, mit dem insbesondere Massengüter transportiert wurden.

## Verbreitung und Einsatz
Aufgrund ihres hohen ökonomischen Gebrauchswertes verbreitete sich die Fleute über die Niederlande hinaus schnell auch in anderen Ländern, bis in den Mittelmeerraum. Im 17. Jahrhundert war die Fleute das beste und meistverbreitete Handelsschiff im europäischen Raum. Es ließ sich nicht nur leichter segeln als eine Galeone, sondern benötigte auch deutlich weniger Besatzungsmitglieder als vergleichbare Schiffstypen. Es ist ein hartnäckiger Mythos, dass die Fleute entwickelt wurde um die Zollgebühren für den Öresund zu umgehen. Aus den Zollregistern geht hervor, dass es in den 70 Jahren zwischen 1562 und 1632 im Öresund üblich war, dass die Zollbeamten die Ladekapazitäten der durchfahrenden Schiffe anhand der Frachtbriefe ermittelten – sie verwendeten keine Messgeräte, um Breite, Länge und Tiefe der Schiffe zu ermitteln.

## Entwicklung und Merkmale

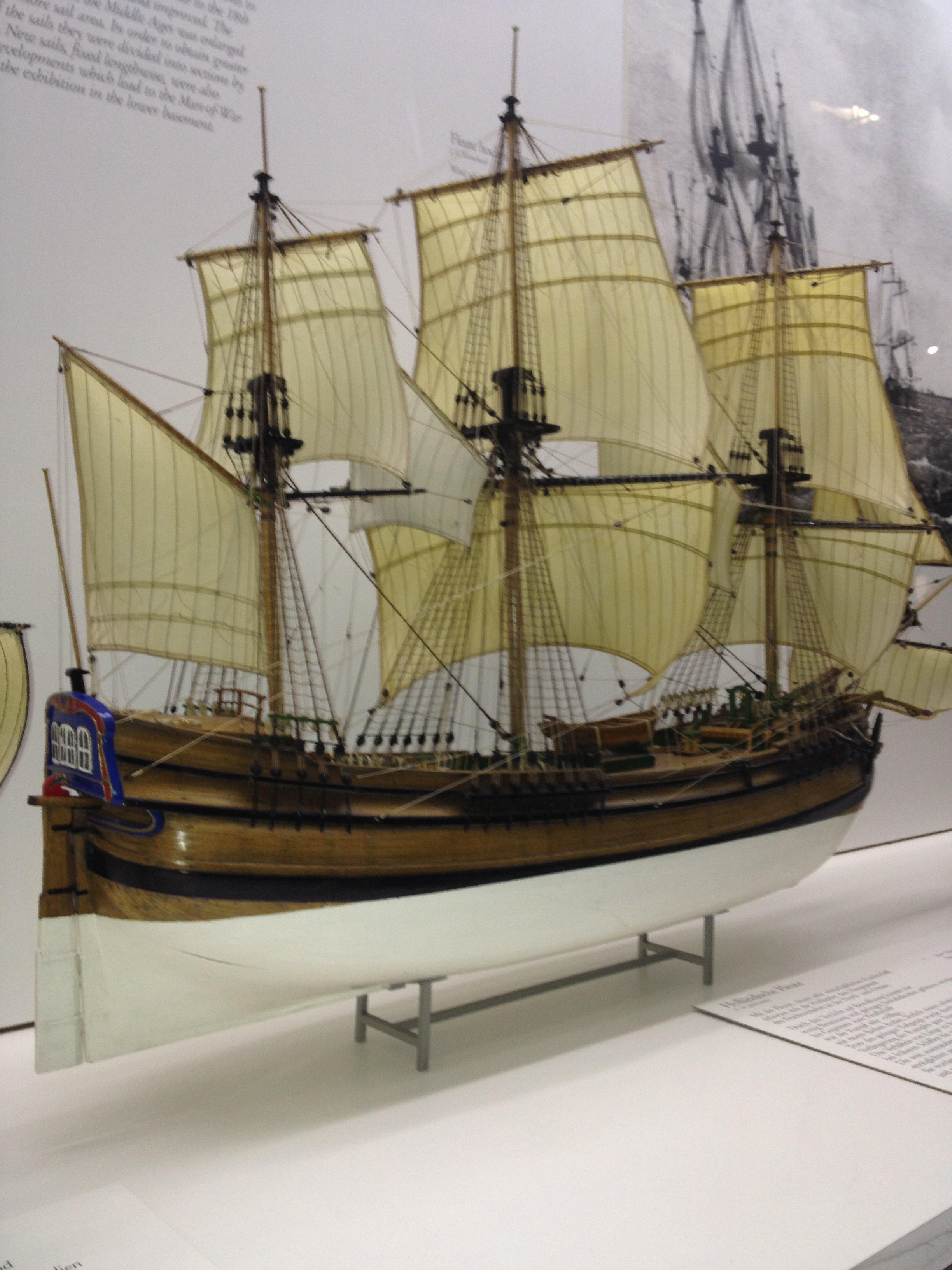
Modell einer Fleute im Deutschen Museum München. Gut zu sehen ist das Rundgatt am Heck.

Als reines Handelsschiff war die Fleute streng nach ökonomischen Gesichtspunkten konstruiert und verzichtete zugunsten der günstigen Herstellungskosten auf nahezu alle Repräsentations- oder Militärzwecken dienenden Elemente und Bauteile. So hatte sie nur gering verzierte Aufbauten an Bug und Heck. Im Gegensatz zu den zu dieser Zeit üblichen Karacken und Galeonen wurde zugunsten der Ladekapazität auch auf ein durchgehendes Mitteldeck verzichtet. Damit war die Fleute zur damaligen Zeit einer der wenigen Schiffstypen, die mangels eines nutzbaren Kanonendecks nicht zu einem Militär- oder Freibeuterschiff umgerüstet werden konnten. Das auffälligste sichtbare Merkmal der Fleute war die eigenwillige Bauweise aus bauchigem Laderaum mit rundem Heck (Rundgatt) und einem durch die stark nach innen gekrümmten Spanten schmalen Deck. Technisch gesehen hat sich die Fleute jedoch eigenständig aus kleineren Küstenschiffen entwickelt, die stetig vergrößert wurden, primär aus dem niederländischen Bojer. Die Fleute war damit ein neuer, im Ursprung niederländischer Schiffstyp, bei dem es sich im Gegensatz zu den meisten Schiffstypen seiner Zeit nicht um eine Weiterentwicklung der Galeone handelte. Die Fleute hatte einen vergleichsweise geringen, an die flachen niederländischen Gewässer angepassten Tiefgang. Betrachtet man den Querschnitt des Schiffsrumpfes, so ist dieser bis zum Ansatz der konkaven Seitenwände der Aufbauten nahezu rund. Dennoch besaß dieser Schiffstyp im Verhältnis zur Gesamtgröße ungewöhnlich hohe Masten. Die Rahen waren im Vergleich zu einer Galeone kürzer und die Segel damit erkennbar schmaler und höher. An den beiden Vormasten trug die Fleute zwei Rahsegel, auf dem Besanmast ein Rah- und ein Lateinersegel und am Bugspriet eine Blinde. Später bekam die Fleute ein zusätzliches Rahsegel und der Bugspriet eine Oberblinde.
In Richtung Heck stieg das Deck an, wie in der damaligen Zeit bei vielen Schiffstypen üblich. Das erhöhte Achterschiff der Fleute schloss über der Wasserlinie mit einem schmalen Heckspiegel ab. Das Verhältnis von Länge über alles zu Breite betrug bei der Fleute in etwa 4,6:1, während es sich bei einer Galeone auf etwa 4,0:1 belief, bei einer Karacke sogar nur auf 3,0:1. Faktisch war es damit ein für seine Zeit sehr schlankes Schiff. Dieser Eindruck dürfte durch die hohen Masten und die schmalen Segel noch verstärkt worden sein. Mit der Zeit wurden die Decks der Fleuten breiter.
Der erste bekannte Fleute lief 1595 in der Stadt Hoorn in den Niederlanden vom Stapel. Die Fleute wurde im 18. Jahrhundert durch den Schiffstyp der Galiot abgelöst.
Die Länge der Fleute betrug in der Regel zwischen 28 und 36 m und die Tonnage 150 bis 400 Tonnen. Sie hatte eine Besatzung von 8 bis 22 Mann. Sie hatte wenn dann nur eine leichte Bewaffnung und wurde neben Handelsrouten in Europa auch auf den Routen nach Asien und Amerika (wo allerdings das größere Retourschiff gebräuchlicher war) und als Transportschiff der niederländischen Admiralität eingesetzt.
Rumpf, Masten und Bäume waren aus Holz, die Takelage aus Naturfasern, das laufende Gut aus Hanf.

## Auswirkungen
Das Erscheinen der Fleute löste eine Revolution in der Schifffahrt und im Schiffbau aus und hatte nachhaltige ökonomische Folgen in Europa.

### Konstruktive Einflüsse auf zukünftige Schiffstypen
Die langgestreckte Konstruktion des Schiffstyps kam der Verringerung des Tiefgangs und einer Verringerung der Breite bei gleichzeitig hoher Ladekapazität zugute. Die Fleute war nicht nur ein schneller wendiger Segler, sondern durch die schmalen Rahen und den effizienten Einsatz von Flaschenzügen (Taljen) auch durch eine verhältnismäßig kleine Besatzung zu führen. Die Fleute war damit in der Lage, trotz Rahbesegelung nah an den Wind zu gehen. Diese Eigenschaften führten in Folge zu Parallelentwicklungen wie dem Pinassschiff, aus dem sich später Weiterentwicklungen wie das Retourschiff und die Fregatte ableiteten.

### Die ökonomische Revolution
Die Fleute war der erste Schiffstyp, der zumindest in den Niederlanden stark standardisiert und arbeitsteilig mit Seriencharakter hergestellt wurde. Dies ermöglichte eine enorme Beschleunigung und Kostenreduzierung in der Produktion, bei gleichzeitiger Qualitätssteigerung im Schiffbau. In den Niederlanden entstand in Folge eine gewaltige Schiffbauindustrie. Rund hundert Werften fertigten im 17. Jahrhundert Schiffe für ganz Europa. Im Schwerpunkt nutzten die Niederländer diesen Vorteil jedoch, um die eigene Stellung als Handelsnation auszubauen. Die Dominanz der Fleuten führte im Seeverkehr zu einem wirtschaftlichen Siegeszug ohne geschichtliches Beispiel. Innerhalb weniger Jahre errichteten die Generalstaaten auf der Basis dieser Innovationen fast ein Monopol für den Seehandel zwischen Nord- und Südeuropa und wickelten etwa 75 Prozent des Ostseehandels ab. In der Blütezeit verfügten sie mit rund 15.000 Schiffen über etwa die Hälfte der gesamten Welthandelstonnage.

### Die sozialen und wirtschaftlichen Folgen
Katastrophenartig brach die Handelsschifffahrt vieler Nationen im Mittelmeerraum zusammen. Die Fleuten der Niederländer transportierten günstiger, schneller und sicherer. Durch die Halbierung der Fahrzeiten und die geringe Besatzung der Fleuten entstanden für die damalige Zeit gigantische Überkapazitäten an Schiffen und Seeleuten. In Lübeck, der zu Beginn des 16. Jahrhunderts bedeutendsten Reedereistadt, forderten die Schiffer bereits 1612 Ausnahmegesetze gegen die Holländer, da die eigenen Kaufleute ihre Waren auf holländischen Schiffen transportierten, während die lübischen Schiffe ohne Ladung blieben. Die Löhne für Seeleute verfielen zunehmend und immer mehr Seeleute und arbeitslose Kauffahrer wandten sich als letzten Ausweg der Piraterie zu.
1616 schreiben dazu die Niederländischen Admirale Opdam und Haultain in einem Gutachten:
„… das durch die schändliche Gierigkeit einiger weniger Personen von Tag zu Tage mehr praktiziert wird, wie man die Kauffahrteischiffe nach Art von Fleuten oder Gaingen mit den geringsten Kosten und dem wenigsten Volk in See bringen kann. Viele sorgsame Schiffer werden dadurch um ihre Nahrung gebracht und dem Dienst des Kaufmanns entzogen. Das Volk läuft ohne Beschäftigung herum und kann keine ausreichende Heuer bekommen, um ehrlich sein Brot zu gewinnen, und begibt sich, um Weib und Kind zu unterhalten, auf ungehörige Fahrten, in fremde Dienste und gar in den Sold der Feinde des niederländischen Wohlstandes. Der Zudrang zum Seemannsberuf nimmt ab, da man dort so kümmerlich ein Fortkommen findet. Ebenso werden viele ehrliche Kaufleute, die ihren Handel mit etwas größerer Sicherheit zu treiben suchen, nicht wenig in ihrem Geschäft entmutigt, in Anbetracht, dass die Güter, die mit so geringer Beschwernis in Fleuten und Gaingen über See gebracht werden, den gemeinen Markt verderben und aller Gewinn ihnen allein zufällt. …“

## Ähnliche Bauformen

### Pinassschiff
Mit dem verstärkt aufkommenden Überseehandel im Goldenen Zeitalter der Niederlande im 17. Jahrhundert wuchs die Notwendigkeit für ökonomische, aber gleichzeitig wehrhafte und für die warmen äquatorialen Gewässer geeignete Handelsschiffe. Die europäische Fahrt dominierte der Schiffstyp der Fleute als effektivstes und am meisten verbreitetes Handelsschiff; allerdings war dieser Schiffstyp durch den stark gewölbten Rumpf und das Rundgatt weniger gut für den Einsatz in den warmen äquatorialen Zonen geeignet. Mit dem Pinassschiff wurden die technischen Vorteile der Fleute an diese Notwendigkeit angepasst.

### Heckboot
Eine Sonderform der Fleute war das Heckboot (auch Hekboot). Ein Heckboot bot der Schiffsführung deutlich mehr Raum und Bequemlichkeit als eine normale Fleute. Der wesentliche Unterschied zwischen einer Fleute und einem Heckboot lag in einem breiten Balken, der horizontal oberhalb des Hennegat angebracht war und fast die gesamte Breite des Schiffes ausmachte. Bei einer normalen Fleute ist der Heckspiegel sehr schmal und ändert sich über die gesamte Höhe kaum in seiner Breite. Durch den breiten Balken erhielt das Heckboot einen untypisch breiten Heckspiegel.
Bei den frühen Heckbooten begann der Spiegel unten sehr breit und lief dann weiter oben so schmal wie bei einer normalen Fleute zusammen. Bei späteren Heckbooten wurde auf hohe Achterschiffe verzichtet. Infolgedessen blieb das Heck breiter und der Unterschied zum Ursprungstyp wurde noch deutlicher. Gleichzeitig wurde dieser Schiffstyp durch das niedrigere Heck weniger topplastig.

### Walfänger
Im 17. Jahrhundert entwickelten sich die Niederlande zur führenden Walfangnation Europas und die Fleute als dominierendes Handelsschiff dieser Zeit zum bevorzugten Typ des Walfangschiffs. Walfänger dieses Typs wurden bis ins 18. Jahrhundert hinein in großer Stückzahl gebaut und im Eismeer eingesetzt. Walfänger-Fleuten hatten aufgrund der besonderen Anforderungen an die Jagd ein gerades Deck ohne Aufbauten. Diese speziellen Schiffe waren an beiden Seiten mit Fangbooten ausgerüstet. Um dem Eisdruck standzuhalten, wurden diese Schiffe extrem robust ausgelegt. So war die Beplankung gedoppelt und die Spanten waren in Eichenholz mit verstärkten Querschnitten ausgeführt. Walfänger-Fleuten waren damit in der Lage eine gewisse Zeit dem Eisdruck zu widerstehen, der auftrat, wenn solche Schiffe im Nordmeer vor Spitzbergen oder in grönländischen Gewässern vom Eis eingeschlossen wurden. Aufgrund der latenten Bedrohung durch spanische, französische oder englische Kaperschiffe und Piraten waren die Walfänger, untypisch für eine Fleute, häufig auch mit Geschützen ausgestattet.

## Namensherkunft
Von hinten betrachtet ähnelte die Fleute mit ihren schmalen, hohen Aufbauten und dem halbrunden Loch, durch das die Ruderpinne geführt wurde, dem Kopfstück einer Blockflöte mit dem Labium. Daher wird behauptet, dem Namen Fleute liege das Wort Flöte zugrunde. Nach einer anderen These ist der Name auf das Wort „fließen“ zurückzuführen.

## Bekannte Schiffe dieses Typs
- Zeehaan VOC (Zehaen), Stapellauf 1639, eines der Schiffe von Abel Tasman und Frans Jacobszoon Visscher bei der Expedition 1642.
- Derfflinger, ein brandenburgisches Schiff, benannt nach dem Reitergeneral Georg von Derfflinger.
- Fleute Houtport. Das Modell dieses Schiffes befindet sich heute im Prins-Hendrik-Museum in Rotterdam. Es ist aufgrund seines Detaillierungsgrades heute eine der zuverlässigsten Quellen über den technischen Aufbau der niederländischen Fleuten, die bis in die heutige Zeit erhalten geblieben sind.
- Der Bleeker (Walfangschiff, ca. 1660), eine niederländische Walfang-Fleute von 400 t. Das Schiff geriet 1670 auf Walfang vor Spitzbergen unter Führung Kapitän Jan Lorentz Pit durch einen Sturm in Packeis, wurde zerquetscht und sank.
- Schwarzer Rabe (Czarny Kruk). 1627 als Handelsschiff gebaut nahm das Schiff, mit 16 Kanonen zum Kriegsschiff hochgerüstet, auf Seiten der königlich-polnischen Flotte an der Seeschlacht von Oliwa teil.

## Fund desGeisterschiffs
2003 wurde das gut erhaltene Wrack einer holländischen Fleute aus dem 17. Jahrhundert in rund 125 m Tiefe 30 Seemeilen östlich Gotska Sandön in der Ostsee entdeckt. Mehrere Expeditionen wurden danach entsandt, die das Wrack mit unbemannten Tauchrobotern erkundeten (es liegt jenseits sicherer Tiefe für Taucher) und ein dreidimensionales Modell aus Sonardaten erstellten. Es wurde Geisterschiff (Ghost Ship) genannt, ist 25 m lang und stammt aus der Zeit um 1650. Ein Film über Expeditionen zum Schiff entstand 2011 für National Geographic. Ein Hoekman (Galionsfigur, die auf Kaufleute als Schiffseigner hinweist) wurde geborgen, und eine weitere Figur am Heck stellt einen Schwan dar, was auf den Namen des Schiffs deuten könnte. Das Schiffswrack steht aufrecht und wurde möglicherweise vor dem Untergang verlassen, denn Hinweise in der Takelung deuten auf ein Stop-Manöver zum Verlassen des Schiffs auf einem Beiboot hin. Menschliche Überreste fanden sich nicht. Ein Teil des Heckspiegels ist abgerissen und liegt hinter dem Schiff.